# Eteissaaret (ö i Södra Savolax, S:t Michel, lat 61,99, long 27,12)
Eteissaaret är en ö i Finland. Den ligger i sjön Kyyvesi och i kommunen Sankt Michel i den ekonomiska regionen  S:t Michel och landskapet Södra Savolax, i den södra delen av landet, 230 km nordost om huvudstaden Helsingfors. Öns area är 2,4 hektar och dess största längd är 310 meter i sydöst-nordvästlig riktning.  Notera att namnet antyder att det är fråga om flera öar.